# Апаран
Апаран (јерм. Ապարան) је град у јерменском марзу Арагацотн. Смештен је на источном делу подно Арагаца у пространој истоименој котлини на реци Касах 59 км северозападно од главног града Јеревана. Налази се узводно од Апаранског резервоара питке воде.
У граду је према проценама 2011. живело 6.679 становника, а основу популације чине Јермени и мањински Курди. До 1935. године град је носио име Баш Апаран (јерм. Բաշ Ապարան)
Смештен је на важној раскрсници путева између Јеревана, Ванадзора и Тбилисија.

## Историја
У античко доба подручје данашњег Апарана је било познато као Ниг, односно Нигатун. О насељу по имену Касала на овом месту први је писао Клаудије Птолемеј у 2. веку. У 4. веку насеље носи име Касах (вероватно по реци која протиче кроз њега) и имало је функцију центра округа Ниг. У том периоду саграђена је и црква светог Крста која постоји и данас. Данашње име града датира из 10. века и на јерменском језику његово име значи „тврђава“.
Током Првог светског рата у Апаран се склонио велики број јерменских избеглица протераних из западних делова Јерменије које је окупирала Турска. Управо код овог града је 21. маја 1918. јерменска војска успела да победи далеко бројније турске јединице и спречи даљи продор Турака ка Јеревану. У знак сећања на ту победу северно од града је изграђен монументалан споменик.

## Градске знаменитости
- Споменик у част победе јерменске војске надТурцима 1918. године. Налази се северно од града.
- Маузолеј Драстамата Канајана, познатог и као Генерал Дро који је предводио јерменске трупе у Бици код Апарана 1918.
- Црква светог Крста из 4. века, најстарија грађевина у граду и подсетник на рано хришћанску прошлост Јермена.
- У близини града се налази и јединствен културно-историјски локалитет означен као Парк писмености подигнут у част јерменског просветитеља и свештеника Мхитара Гоша, творца Законика. У парку се налазе скулптуре јерменских слова и одломци из Гошевог законика.

## Галерија
- Маузолеј Генерала Дроа
- Парк писмености у близини града
- Детаљ из Парка писмености
- Споменик Мхитару Гошу јерменском просветитељу
- Црква светог Крста (4. век)